# Andmat
Andmat är en grupp växter bestående av bland andra vanlig andmat (Lemna minor), kupandmat (Lemna gibba), korsandmat (Lemna trisulca], röd andmat (L. turioniferqa] och japansk andmat (L. japonica) som påvisats vildväxande i Sverige. Dialektalt i Skåne kallas arterna Anna-mad = danskans andemad) medan (Spirodela polyrhiza) kallas åtminstone lokalt för storandmad. De har tidigare räknats till en egen familj Lemnaceae, men räknas enligt APG II som en underfamilj Lemnoideae i familjen kallaväxter (Araceae).

## Beskrivning
Hos en Lemna kan inte stam och blad i vanlig mening urskiljas, utan individen är en liten rund eller avlång, platt eller kullrig skiva, som hos korsandmat lever nedsänkt i sötvatten och hos de övriga flyter på vattenytan. Dessutom finns en trådrot eller hos storandmat en knippa sådana, som hänger fritt i vattnet utan att nå bottnen och som har en stor, rymlig rotmössa i spetsen. En så enkel byggnad hos vegetationsorganen påminner om de primitiva kryptogamernas bål, som exempelvis levermossorna och vissa alger. Förekomsten av en rot och blommor innebär emellertid att Lemna hör till fanerogamerna. Till detta kommer att släktet i sina fruktifikativa organ liknar Calla. 
Lemna-arterna blommar så sällan att de flesta botanister aldrig sett ens den vanligaste, vanlig andmat, i blomning. I kanten av den lilla skivlika växten visar sig blommorna som en för blotta ögat knappt synlig blomställning som består av en honblomma, som endast utgörs av en pistill, och två hanblommor, som vardera endast utgörs av en ståndare, samt ett litet hinnaktigt hölsterblad. Då den i vattnet nedsänkta korsandmaten ska blomma, vilket ytterst sällan förekommer och uppges försiggå i varmt vatten utan beskuggning, frambringar den särskilda flytindivider, som dock är så krökta att spetsen är nedböjd under vattenytan. 
Frukten är hos vanlig andmat och korsandmat 1-fröig (nötlik), hos kupandmat och storandmat 2-flerfröig. Fröet, har dubbelt förskal, ett yttre, tjockt och mjukt och ett inre tunnare; därinom ses den gråaktiga frövitan, och i denna ligger växtanlaget inneslutet. Detta är äggformigt och ytterst litet; nederst ses hjärtbladet, som i sin övre del som en bägare omsluter det lilla stamanlaget, och på detta senare ses på höger sida anlaget till trådroten (en "birot"). Vid groningen lösgör sig toppen av förskalen som ett lock, och genom öppningen skjuter då växtanlagets eller groddens övre del ut.
Stamanlaget hos en Lemna utvecklar sig inte till stam och blad av vanlig form. Man anser ändå, att den lilla platta skivan, som utgör en individ, till sin ena ända, nämligen där trådroten utgår, är ett stamorgan, men till sin övriga del ett bladorgan, och således ett ofullkomligt skott. På gränsen mellan stam- och bladdelen finns i vardera kanten en liten fickformig fördjupning, och i en sådan uppkommer den lilla knoppen till ett nytt skott, en ny dotterskiva. Hos denna sistnämnda submersa art förblir skotten länge sammanhängande, medan det omslutande vattnet i viss mån hindrar deras lösgörande. Lemna-arternas förgrening blir naturligtvis ett förökningsmedel, då skotten lösgör sig från varandra; och emedan blomning och fruktsättning är så sällsynt, sker även övervintringen genom dylika frigjorda skott. Hos vanlig andmat övervintrar sålunda de på hösten nybildade, helt små och ungdomliga skotten med ännu mycket kort trådrot. Dessa små vinterskott förblir vid liv, då moderplantan dör och bleknar, och flyter fortfarande på vattnet, så länge detta är öppet. På våren förökas skotten mycket snabbt. Hos Spirodela sjunker vinterskotten (hibernaklerna) till bottnen, eftersom de inte består av en så svampig (kavernös) vävnad som den som sommarplantorna har.

## Utbredning
Andmatsarterna lever i stillastående vatten i diken, dammar och skyddade sjövikar. Den vanligaste är vanlig andmat, som även är en kosmopolit. Den minsta utbredningen har i Sverige kupandmat upp till ungefär ekgränsen. Släktets gräns mot norr är i Norge ungefär vid polcirkeln.

## Externa länkar

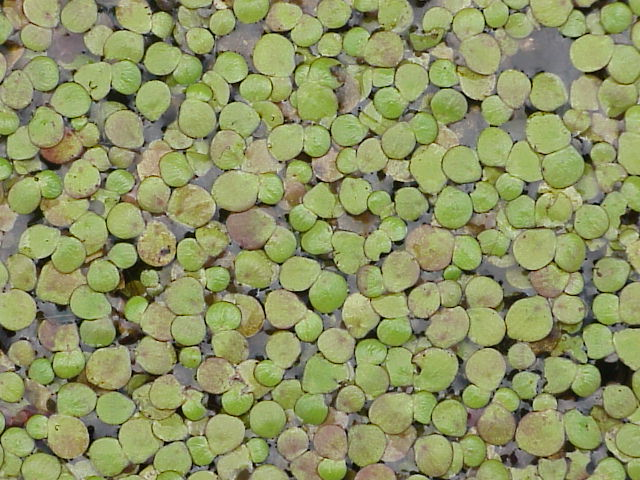
Storandmat (Spirodela polyrhiza)
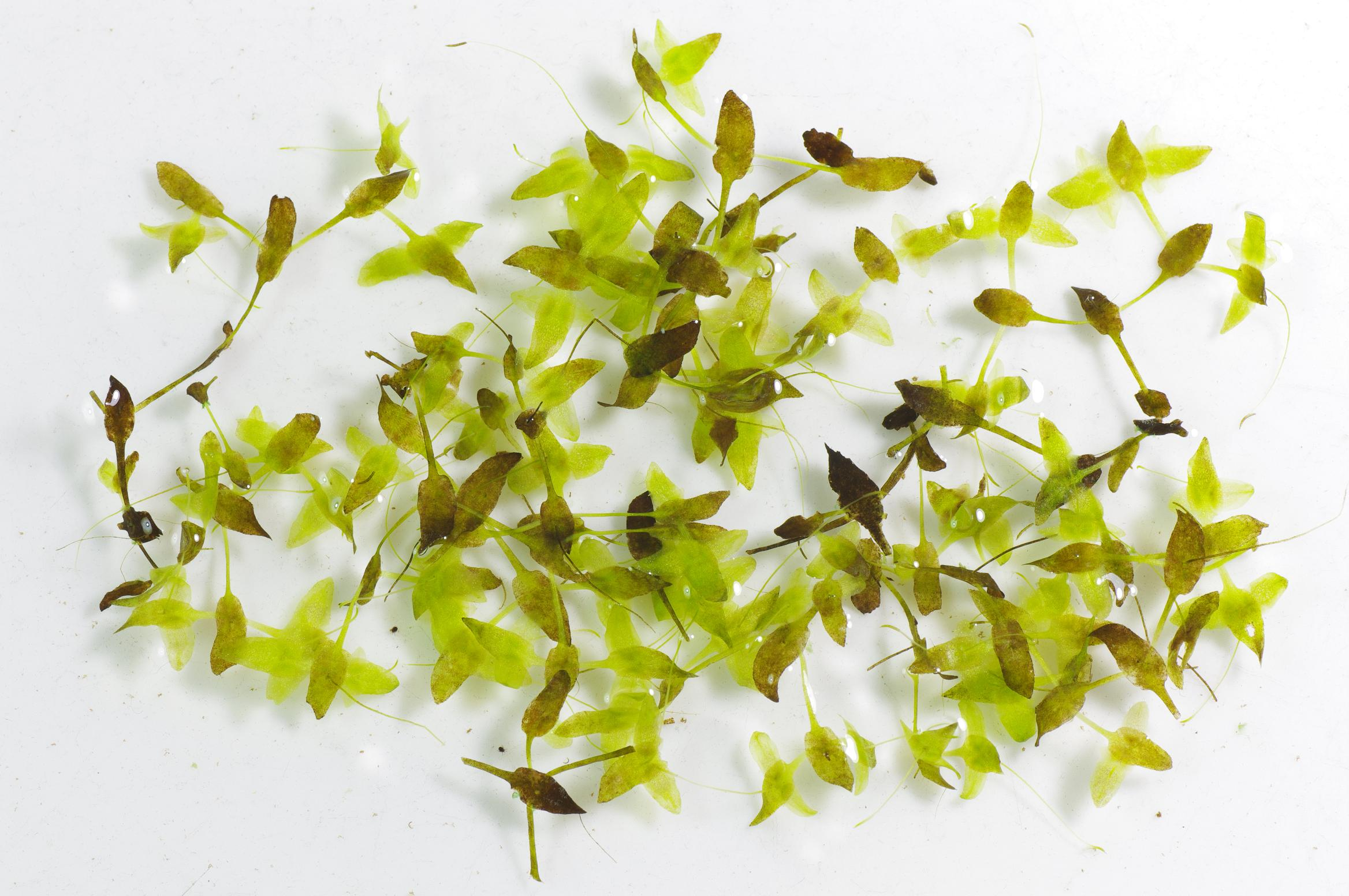
Korsandmat (Lemna trisulca)
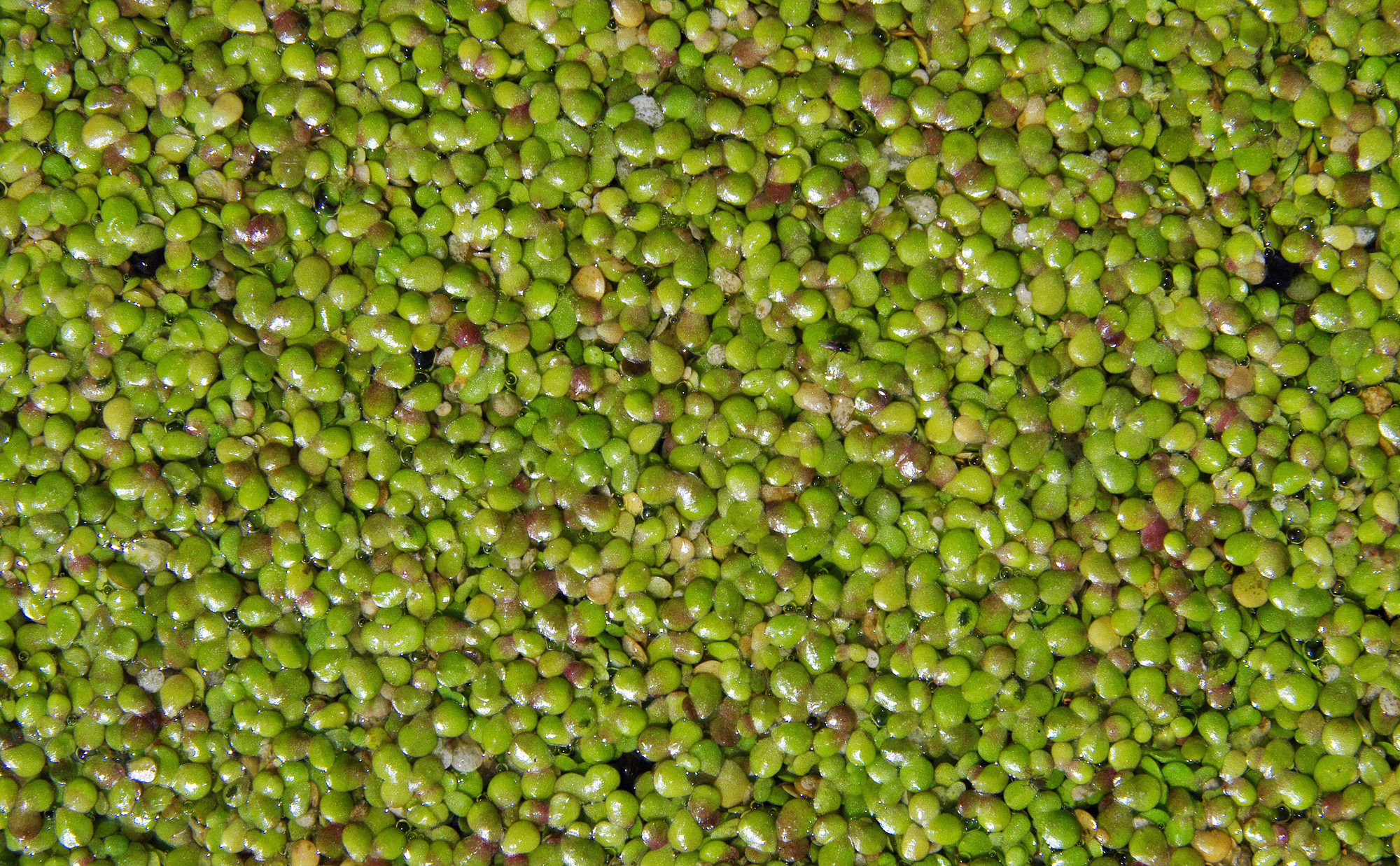
Kupandmat (Lemna gibba)
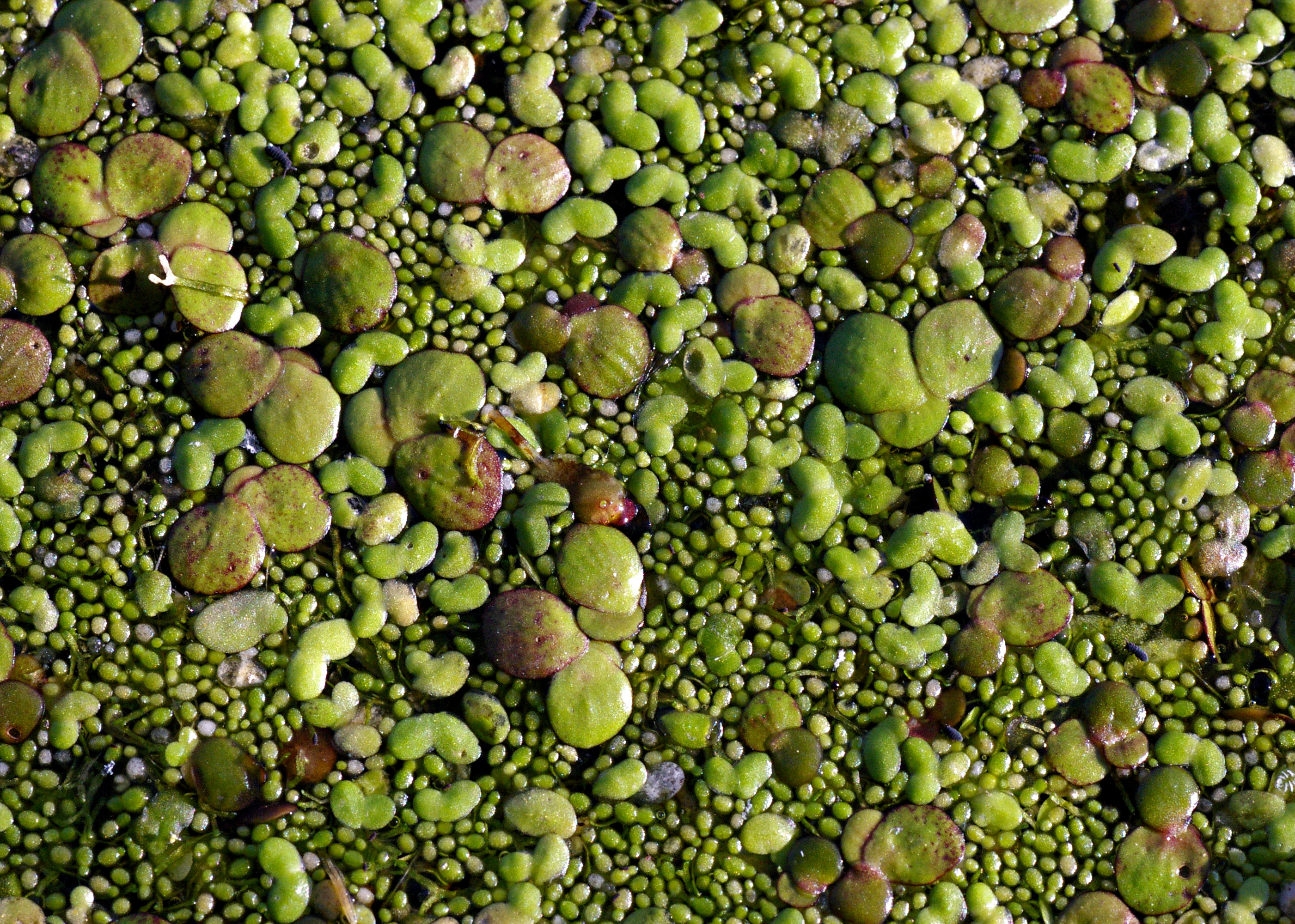
Wolffia arrhiza (very small) + Lemna minor (medium) + Spirodela polyrhiza (large)